# Hypsopygia acerasta
Hypsopygia acerasta là một loài bướm đêm thuộc họ Pyralidae. Loài này có ở Úc.